# تبورث
تبورث (به انگلیسی: Tebworth) یک روستا در بریتانیا است که در بدفوردشر مرکزی واقع شده‌است.